# 김미숙의 가정음악
김미숙의 가정음악은 매주 평일 오전 9시부터 11시까지 KBS 클래식FM(KBS 1FM·전국, 수도권 기준 93.1MHz)에서 방송되었던 KBS 라디오 클래식 프로그램이다.

## 기획의도
음악은 우리의 평범한 일상에 늘 새로운 환희와 설레임을 가져다주는 더없이 아름다운 예술입니다. 그 예술은 우리로 하여금 낡디 낡은 추억에 새삼 설레게 하는가하면 현재의 소중함에 전율케하고 다가오는 날들에 대한 벅찬 기대감을 앞당겨 누리게 합니다. 그러니 음악을 만들거나 연주하는 것만이 아니라 음악을 듣고 즐기는 것 자체도 더없는 축복이자 재능입니다. 그런 재능과 감각을 <김미숙의 가정음악>이 마련하는 편안하면서 서정적이고 열정적이면서 아늑한 음악들속에서 한껏 더 행복하게 누리시고 채우고 소통하시기를 기대합니다.

## 프로그램 소개
- 1) 월~금 코너
  - 문장의 풍경들
- 2) 월~목 코너
  - 가볍지 않게 무겁지 않게
- 3) 금요일 코너 
  - 그곳에 클래식이! (매주 금요일 10:00) : 초대 손님 유정우박사와 함께 하는 시간. 영화, 재즈 등 대중문화속에 들어 있는 클래식을 알아보는 시간입니다.

## 제작진
- 연출: 안종호
- 작가: 김경미
- 진행: 김미숙 (2018.5.28 ~ 2023.3.10)